# Puerto de Altube
El puerto de Altube es un paso de montaña que conecta las provincias españolas de Álava y Vizcaya.

## Descripción
El puerto, que separa las provincias españolas de Álava y Vizcaya, vio cómo se construía entre 1816 y 1818 un camino real que discurría por Murguía, Amézaga y Barambio hasta llegar a Orozco. Aparece descrito en el segundo volumen del Diccionario geográfico-estadístico-histórico de España y sus posesiones de Ultramar de Pascual Madoz con las siguientes palabras:

ALTUBE: gran monte de la prov. de Alava, en el part. jud. de Orduña, ó Amurrio, formando lím. con Vizcaya: su circunferencia abraza sobre 4 leg., con 1 de N. á S. Confina al N. con Barambio, al NE. con la Peña y monte de Gorbea, al S. con Amezaga, y á O. con Uzquiano y otros pueblos de Zuya: de su abundante y frondoso arbolado participan los pueblos que componen los valles de Zuya, y algunos de la herm. de Urcabuztais. En los años de 1816, 17 y 18, se construyó por la Provincia un camino real desde Murguía y Amezaga alta, besándolo de S. á N., y continuando por Barambio hasta la jursid. de Orozco, cuyo valle levantó tambien la leg. de su terr., habiendo despues la Provincia construido el resto, hasta enlazar con el de Areta, que sigue á Bilbao. Para dar seguridad al tránsito se proyectó por la Diputacion general de prov., poblar toda la estension del monte en la carretera nueva, y prévia real facultad para la exencion de diezmos y contr. por diez años á los pobladores, se levantaron 8 cas. en sitios determinados, con las convenientes proporciones, para que de todos los puntos del tránsito se tuviese siempre pobl. á la vista, habiédose concedido á los consttructores, gratuitamente, el terreno suficiente para huerta y labranza; y el aprovechamiento del monte, como se ha indicado lo disfrutan los pueblos de Zuya. Nace en su térm. un r., que uniéndose en Orozco con el que desciende de los montes de Gorbea, corren sus aguas al Nervion, que pasa por Bilbao, hasta entrar en el mar Cantábrico por Portugulate. Prod.: mucha leña, que sirve en gran parte para carbon, con que se alimentan las ferr. de Vizcaya, especialmente las de Orozco, y la de la Encontrada, en Alava: tiene yerbas buenas, que nutren toda especie de ganado: solo se cultivo el terreno próximo á los cas., y algo en las faldas. El camino y la pobl. ha dejado muy despejado y seguro aquel paso, antes siempre peligroso, y muchas veces impracticable: próxima á la cumbre ha levantado tambien la Provincia una caseta para la cobranza del peaje, donde suele haber miñones de observacion, que dan proteccion á los caminantes. Hubo proyecto de construir una pequeña igl., pero las circunstancias de los tiempos lo impidieron, y los vec. se ven en la necesidad de concurrir, los de la parte alta del monte á la parr. de Amezaga, y los de los cas. mas bajos á la de Gujuli.
(Madoz, 1845, p. 212)